# Nokia 1280
Nokia 1280 — сотовый телефон фирмы Nokia. Впервые был анонсирован в ноябре 2009 года и поступил в продажу в марте 2010 года. Телефон унаследовал классический «моноблочный» дизайн, использовавшийся Nokia очень долго. Его «телефоном-двойником» является Nokia 103, выпущенный в апреле 2012 года. Nokia 103 поставляется в небольших количествах на развитых рынках.
С 2013 некоторое время выпускался Microsoft
Характеристики телефона:
- Длительная работа батареи
- 8 часов 30 минут времени разговора (максимум времени на один разговор)
- Время ожидания 528 ч (1050мАч), 629 ч (1200 мАч)

- Большая пылезащитная клавиатура
- Фонарик, большая записная книжка, говорящие часы.
- Встроенный динамик с режимом «свободные руки»
- FM-радио.
- В телефоне установлены три игры. Beach Rally (гонки), Bounce (аркада, платформер), Snake Xenzia «Змейка».